# Boissier-Winde
Die Boissier-Winde (Convolvulus boissieri) ist eine Pflanzenart aus der Familie der Windengewächse (Convolvulaceae).

## Beschreibung
Die Boissier-Winde ist ein kissenbildender Spalierhalbstrauch, der Wuchshöhen von 2 bis 10 Zentimeter erreicht. Die Blätter sind linealisch bis verkehrteiförmig. Der Blütenstand wird 2 bis 10 Zentimeter hoch und ist nicht deutlich verzweigt. Die seitlichen Teilblütenstände sind sehr kurz gestielt, 0,1 bis 1 Zentimeter lang oder fehlen ganz. Die Vorblätter sind kürzer als der Kelch. Die Krone ist weiß bis rot gefärbt.
Die Blütezeit reicht von Juni bis August.

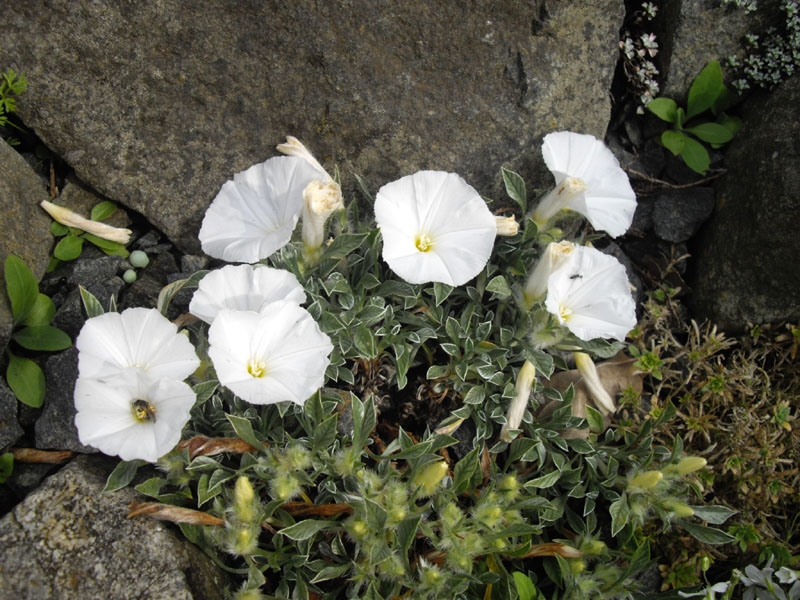
Convolvulus boissieri subsp. compactus

## Vorkommen
Die Boissier-Winde kommt in Süd-Spanien und von der Balkanhalbinsel bis zur Türkei auf Steppen und Felshängen vor.

## Systematik
Man kann zwei Unterarten unterscheiden:
- Convolvulus boissieri subsp. boissieri: Sie kommt in der Sierra Nevada in Spanien vor.[1]
- Convolvulus boissieri subsp. compactus (Boiss.) Stace (Syn.: Convolvulus compactus Boiss.): Sie kommt von der Balkanhalbinsel bis zur Türkei vor.[1]

## Nutzung
Die Boissier-Winde wird selten als bodendeckende Zierpflanze für Steingärten genutzt.